# Calciatore dell'anno (Repubblica Ceca)
Il Calciatore ceco dell'anno (Fotbalista roku) è un premio calcistico assegnato dalla Federcalcio ceca al miglior giocatore ceco al termine di un sondaggio condotto tra i calciatori, allenatori, arbitri e giornalisti.
Il premio è nato nel 1993 dopo la dissoluzione della Cecoslovacchia e la nascita della Repubblica Ceca e la conseguente estinzione del premio per il calciatore cecoslovacco dell'anno.
Dal 1997 oltre al premio per il calciatore dell'anno i giornalisti assegnano anche il Pallone d'oro (in ceco Zlatý míč).

## Albo d'oro

### Calciatore dell'anno
- 1993 - Petr Kouba,  Sparta Praga
- 1994 - Pavel Kuka,  Kaiserslautern
- 1995 - Radek Drulák,  Petra Drnovice
- 1996 - Karel Poborský,  Slavia Praga/ Manchester United e Patrik Berger  Borussia Dortmund/ Liverpool
- 1997 - Jiří Němec  Schalke 04
- 1998 - Pavel Nedvěd  Lazio[1]
- 1999 - Jan Koller  Anderlecht
- 2000 - Pavel Nedvěd  Lazio[1]
- 2001 - Tomáš Rosický  Borussia Dortmund
- 2002 - Tomáš Rosický  Borussia Dortmund
- 2003 - Pavel Nedvěd  Juventus[1]
- 2004 - Pavel Nedvěd  Juventus[1]
- 2005 - Petr Čech  Chelsea

- 2006 - Tomáš Rosický  Arsenal
- 2007 - Marek Jankulovski  Milan
- 2008 - Petr Čech  Chelsea[2]
- 2009 - Petr Čech  Chelsea
- 2010 - Petr Čech  Chelsea
- 2011 - Petr Čech  Chelsea[3]
- 2012 - Petr Čech  Chelsea[4]
- 2013 - Petr Čech  Chelsea[5]
- 2014 - David Lafata  Sparta Praga[6]
- 2015 - Petr Čech  Arsenal[7]
- 2016 - Petr Čech  Arsenal[8]
- 2017 - Vladimír Darida  Hertha Berlino[9]
- 2018 - Tomáš Vaclík  Siviglia[10]
- 2019 - Tomáš Souček  West Ham Utd[11]

### Talento dell'anno
- 1994 - Richard Dostálek  Boby Brno
- 1995 - Ivo Ulich  SK Hradec Králové
- 1996 - Marek Zúbek  Boby Brno
- 1997 - Martin Lukeš  Baník Ostrava
- 1998 - Tomáš Došek  Viktoria Plzeň
- 1999 - Tomáš Rosický  Sparta Praga
- 2000 - Milan Baroš  Baník Ostrava
- 2001 - Petr Čech  Chmel Blšany
- 2002 - Tomáš Hübschman  Sparta Praga
- 2003 - Jan Laštůvka  Banik Ostrava
- 2004 - Tomáš Jun  Sparta Praga
- 2005 - Martin Latka  Slavia Praga
- 2006 - Daniel Kolář  Sparta Praga

- 2007 - Martin Fenin  Teplice/Eintracht Frankfurt
- 2008 - Tomáš Necid  Jablonec/Slavia Praga
- 2009 - Adam Hloušek  Jablonec/Slavia Praga
- 2010 - Václav Kadlec  Sparta Praga
- 2011 - Ladislav Krejčí  Sparta Praga[3]
- 2012 - Tomáš Kalas  Vitesse[4]
- 2013 - Matěj Vydra  West Bromwich Albion[5]
- 2014 - Jan Baránek  Football Club Baník Ostrava[6]
- 2015 - Václav Černý  Ajax[7]
- 2016 - Patrik Schick  Sampdoria[8]
- 2017 - Jakub Jankto  Udinese
- 2018 - David Lischka  Jablonec
- 2019 - Adam Hložek  Sparta Praga

### Personalità dell'anno
- 1994 - Jozef Chovanec  Sparta Praga
- 1995 - Jan Stejskal  Slavia Praga
- 1996 - Radek Drulák  Drnovice
- 1997 - Slađan Ašanin  Slavia Praga
- 1998 - Jaroslav Šilhavý  Viktoria Žižkov
- 1999 - Zdeněk Jánoš  Jablonec 97
- 2000 - Oldřich Machala  Sigma Olomouc
- 2001 - Miroslav Kadlec  Drnovice/Stavo Artikel Brno
- 2002 - Jiří Němec  Chmel Blšany
- 2003 - Karel Poborský  Sparta Praga
- 2004 - Karel Poborský  Sparta Praga

- 2005 - Karel Poborský  Sparta Praga
- 2006 - Jaromír Blažek  Sparta Praga
- 2007 - Pavel Verbíř  Teplice
- 2008 - Vladimír Šmicer  Slavia Praga
- 2009 - Tomáš Řepka  Sparta Praga
- 2010 - Pavel Horváth  Viktoria Plzeň
- 2011 - Pavel Horváth  Viktoria Plzeň[3]
- 2012 - Pavel Horváth  Viktoria Plzeň[4]
- 2013 - Pavel Horváth  Viktoria Plzeň[5]
- 2014 - David Lafata  Sparta Praga[6]

### Allenatore dell'anno
- 1993 - Dušan Uhrin  Sparta Praga
- 1994 - Vlastimil Petržela  Slovan Liberec
- 1995 - Dušan Uhrin  Nazionale
- 1996 - Dušan Uhrin  Nazionale
- 1997 - František Cipro  Slavia Praga
- 1998 - Jozef Chovanec  Nazionale
- 1999 - Jozef Chovanec  Nazionale
- 2000 - Jozef Chovanec  Nazionale
- 2001 - Karel Brückner  Nazionale Under-21
- 2002 - Karel Brückner  Nazionale
- 2003 - Karel Brückner  Nazionale
- 2004 - Karel Brückner  Nazionale
- 2005 - Karel Brückner  Nazionale
- 2006 - Vítězslav Lavička  Slovan Liberec

- 2007 - Karel Brückner  Nazionale
- 2008 - Karel Jarolím  Slavia Praga
- 2009 - František Komňacký  Jablonec
- 2010 - Pavel Vrba  Viktoria Plzeň
- 2011 - Pavel Vrba  Viktoria Plzeň[3]
- 2012 - Pavel Vrba  Viktoria Plzeň[4]
- 2013 - Pavel Vrba  Viktoria Plzeň[5]
- 2014 - Pavel Vrba  Viktoria Plzeň[6]
- 2015 - Pavel Vrba  Viktoria Plzeň[7]
- 2016 - Vítězslav Lavička  Rep. Ceca U-21[8]
- 2017 - Pavel Vrba  Viktoria Plzeň
- 2018 - Pavel Vrba  Viktoria Plzeň
- 2019 - Jindřich Trpišovský  Slavia Praga